# Pławno (jezioro)
Pławno – jezioro w woj. wielkopolskim, w powiecie poznańskim, w gminie Murowana Goślina, leżące na terenie Pojezierza Gnieźnieńskiego.
Jezioro leży w granicach Parku Krajobrazowego Puszcza Zielonka i wchodzi w skład rezerwatu przyrody „Jezioro Pławno”.

## Dane morfometryczne
Powierzchnia zwierciadła wody wynosi 10,0 ha. 

## Hydronimia
Według urzędowego spisu opracowanego przez Komisję Nazw Miejscowości i Obiektów Fizjograficznych (KNMiOF) nazwa tego jeziora to Pławno.